# Juan Gisbert
Juan Gisbert (* 5. April 1942 in Barcelona) ist ein ehemaliger spanischer Tennisspieler.
Gisbert war sowohl im Einzel als auch im Doppel erfolgreich. Im Einzel erreichte er unter anderem das Finale der Australian Open 1968, im Doppel gewann er mehrere Turniere, darunter den Masters Grand Prix, den Vorläufer der ATP Finals als heutige Weltmeisterschaften, sowie Silber im Demonstrationswettbewerb der Olympischen Spiele in Mexiko. Zusätzlich vertrat er die spanische Davis-Cup-Mannschaft über zwölf Jahre in insgesamt 37 Begegnungen.

## Karriere
Gisbert gewann insgesamt 21 professionelle Tennisturniere im Doppel, zumeist gemeinsam mit Manuel Orantes. Im Jahr 1975 gewannen die beiden die Weltmeisterschaft, als sie das Rundenturnier des Masters Grand Prix match- und satzgleich, aber mit dem besseren Spielverhältnis vor dem deutschen Doppel Jürgen Faßbender und Hans-Jürgen Pohmann gewannen. Im Einzel gewann er 1971 in München und 1975 in Shreveport.
Er nahm an allen vier Grand-Slam-Turnieren teil und erreichte seine größten Erfolge im Einzel mit der Finalteilnahme an den Australian Open 1967. Er unterlag dort Bill Bowrey in vier Sätzen. Im Doppel erreichte er die Halbfinals der Australian Open 1968 sowie der French Open 1975 und 1976.
Bei den Olympischen Sommerspielen 1968 gewann Gisbert mit seinem Partner Manuel Santana Silber im Doppel des Demonstrationswettbewerbs. Im Einzel schied er bereits im Viertelfinale aus.

## Davis Cup
Gisbert spielte von 1965 bis 1976 für die spanische Davis-Cup-Mannschaft. Er nahm an 37 Begegnungen teil und bestritt dabei 69 Matches, von denen er 45 gewann. Im Einzel erzielte er 27 Siege bei 20 Niederlagen, im Doppel gewann er 18 seiner insgesamt 22 Matches.
Sein größter Erfolg mit der Mannschaft war das Erreichen des Finals der Weltgruppe im Jahr 1965, das mit 1:4 gegen Australien verloren wurde. Gisbert verlor dabei seine beiden Einzel gegen Roy Emerson und Fred Stolle jeweils glatt in drei Sätzen.

## Erfolge
| Legende                      |
| Grand Slam                   |
| Saisonendveranstaltungen (1) |
| Open-Era-Turniere (21)       |
| ATP Challenger Tour (2)      |

| Titel nach Belag |
| Hartplatz (1)    |
| Rasen (1)        |
| Sand (15)        |
| Teppich (5)      |

### Einzel

#### Turniersiege

##### ATP Tour
| Nr. | Jahr          | Turnier | Belag | Finalgegner | Ergebnis      |
| --- | ------------- | ------- | ----- | ----------- | ------------- |
| 1.  | 11. Juli 1971 | München | Sand  | Péter Szőke | 6:2, 6:4, 6:4 |

##### Challenger Tour
| Nr. | Jahr         | Turnier    | Belag       | Finalgegner    | Ergebnis      |
| --- | ------------ | ---------- | ----------- | -------------- | ------------- |
| 1.  | 9. März 1975 | Shreveport | Teppich (i) | Wojciech Fibak | 6:3, 5:7, 6:1 |

#### Finalteilnahmen
| Nr. | Jahr               | Turnier         | Belag       | Finalgegner     | Ergebnis           |
| --- | ------------------ | --------------- | ----------- | --------------- | ------------------ |
| 1.  | 29. Januar 1968    | Australian Open | Rasen       | Bill Bowrey     | 5:7, 6:2, 7:9, 4:6 |
| 2.  | 29. März 1970      | Curaçao         | Hartplatz   | Gerald Battrick | 6:2, 3:6, 5:7, 4:6 |
| 3.  | 8. August 1971     | Cincinnati      | Sand        | Stan Smith      | 6:7, 3:6           |
| 4.  | 27. Februar 1972   | New York City   | Teppich (i) | Stan Smith      | 6:4, 5:7, 4:6, 1:6 |
| 5.  | 14. April 1974     | Tokio           | Hartplatz   | Rod Laver       | 7:5, 2:6, 0:6      |
| 6.  | 15. September 1974 | Cedar Grove     | Sand        | Ilie Năstase    | 4:6, 6:7           |
| 7.  | 13. April 1975     | Barcelona       | Sand        | Ilie Năstase    | 1:6, 5:7, 2:6      |

### Doppel

#### Turniersiege

##### ATP Tour
| Nr. | Jahr              | Turnier         | Belag         | Doppelpartner     | Finalgegner                             | Ergebnis                  |
| --- | ----------------- | --------------- | ------------- | ----------------- | --------------------------------------- | ------------------------- |
| 1.  | 14. Februar 1971  | New York City   | Teppich (i)   | Manuel Orantes    | Jimmy Connors Haroon Rahim              | 7:6, 6:2                  |
| 2.  | 21. Februar 1971  | Salisbury       | Teppich (i)   | Manuel Orantes    | Clark Graebner Thomaz Koch              | 6:3, 4:6, 7:6             |
| 3.  | 24. Oktober 1971  | Barcelona (1)   | Sand          | Željko Franulović | Cliff Drysdale Andrés Gimeno            | 7:6, 6:2, 7:6             |
| 4.  | 14. Mai 1972      | Brüssel         | Sand          | Manuel Orantes    | Patricio Cornejo Jaime Fillol           | 9:7, 6:3                  |
| 5.  | 24. Juni 1972     | Eastbourne      | Rasen         | Manuel Orantes    | Nicholas Kalogeropoulos Andrew Pattison | 8:6, 6:2                  |
| 6.  | 22. Oktober 1972  | Barcelona (2)   | Sand          | Manuel Orantes    | Frew McMillan Ilie Năstase              | 6:3, 3:6, 6:4             |
| 7.  | 21. Januar 1973   | Roanoke         | Teppich (i)   | Jimmy Connors     | Ian Fletcher Butch Seewagen             | 6:0, 7:6                  |
| 8.  | 8. April 1973     | Barcelona       | Sand          | Manuel Orantes    | Mike Estep Ion Țiriac                   | 6:4, 7:6                  |
| 9.  | 21. April 1973    | Monte Carlo     | Sand          | Ilie Năstase      | Georges Goven Patrick Proisy            | 6:2, 6:2, 6:2             |
| 10. | 4. November 1973  | Paris           | Hartplatz (i) | Ilie Năstase      | Arthur Ashe Roscoe Tanner               | 6:2, 4:6, 7:5             |
| 11. | 26. Mai 1974      | Bournemouth (1) | Sand          | Ilie Năstase      | Corrado Barazzutti Paolo Bertolucci     | 6:4, 6:2, 6:0             |
| 12. | 20. Oktober 1974  | Barcelona (3)   | Sand          | Ilie Năstase      | Manuel Orantes Guillermo Vilas          | 3:6, 6:0, 6:2             |
| 13. | 23. Februar 1975  | Boca Raton      | Sand          | Clark Graebner    | Jürgen Faßbender Ion Țiriac             | 6:2, 6:1                  |
| 14. | 18. Mai 1975      | Bournemouth (2) | Sand          | Manuel Orantes    | Syd Ball Dick Crealy                    | 8:6, 6:3                  |
| 15. | 25. Mai 1975      | Hamburg         | Sand          | Manuel Orantes    | Wojciech Fibak Jan Kodeš                | 6:3, 7:6                  |
| 16. | 10. August 1975   | Indianapolis    | Sand          | Manuel Orantes    | Wojciech Fibak Hans-Jürgen Pohmann      | 7:5, 6:0                  |
| 17. | 26. Oktober 1975  | Teheran         | Sand          | Manuel Orantes    | Bob Hewitt Frew McMillan                | 7:5, 6:7, 6:1, 6:4        |
| 18. | 23. November 1975 | Kalkutta        | Teppich (i)   | Manuel Orantes    | Anand Amritraj Vijay Amritraj           | 1:6, 6:4, 6:3             |
| 19. | 7. Dezember 1975  | Masters         | Teppich (i)   | Manuel Orantes    | Jürgen Faßbender Hans-Jürgen Pohmann    | 7:5, 6:1                  |
| 20. | 28. März 1976     | Valencia        | Sand          | Manuel Orantes    | Corrado Barazzutti Antonio Zugarelli    | kampflos                  |
| 21. | 9. Mai 1976       | München         | Sand          | Manuel Orantes    | Jürgen Faßbender Hans-Jürgen Pohmann    | 1:6, 6:3, 6:2, 2:3 aufgg. |

##### Challenger Tour
| Nr. | Jahr         | Turnier    | Belag       | Doppelpartner | Finalgegner                | Ergebnis |
| --- | ------------ | ---------- | ----------- | ------------- | -------------------------- | -------- |
| 1.  | 9. März 1975 | Shreveport | Teppich (i) | William Brown | János Benyik Róbert Machán | 6:4, 6:4 |

#### Finalteilnahmen
| Nr. | Jahr              | Turnier       | Belag         | Doppelpartner    | Finalgegner                      | Ergebnis           |
| --- | ----------------- | ------------- | ------------- | ---------------- | -------------------------------- | ------------------ |
| 1.  | 20. Februar 1972  | Salisbury (1) | Teppich (i)   | Vladimír Zedník  | Andrés Gimeno Manuel Orantes     | 4:6, 3:6           |
| 2.  | 5. November 1972  | Paris         | Hartplatz (i) | Andrés Gimeno    | Pierre Barthès François Jauffret | 3:6, 2:6           |
| 3.  | 28. Januar 1973   | Omaha         | Teppich (i)   | Jimmy Connors    | William Brown Mike Estep         | kampflos           |
| 4.  | 28. Januar 1973   | Des Moines    | Teppich (i)   | Ion Țiriac       | Jiří Hřebec Jan Kukal            | 6:4, 6:7, 1:6      |
| 5.  | 24. Februar 1973  | Salisbury (2) | Teppich (i)   | Jürgen Faßbender | Clark Graebner Ilie Năstase      | 6:2, 4:6, 3:6      |
| 6.  | 6. Mai 1973       | Florenz       | Teppich (i)   | Ilie Năstase     | Paolo Bertolucci Adriano Panatta | 3:6, 4:6           |
| 7.  | 14. April 1974    | Tokio         | Hartplatz     | Roger Taylor     | Raymond Moore Onny Parun         | 6:4, 2:6, 4:6      |
| 8.  | 3. Juni 1974      | Rom           | Sand          | Ilie Năstase     | Brian Gottfried Raúl Ramírez     | 3:6, 2:6, 3:6      |
| 9.  | 2. Februar 1975   | Roanoke       | Teppich (i)   | Ion Țiriac       | Vitas Gerulaitis Sandy Mayer     | 6:7, 6:1, 3:6      |
| 10. | 13. Juli 1975     | Båstad (1)    | Sand          | Manuel Orantes   | Ove Bengtson Björn Borg          | 6:7, 5:7           |
| 11. | 12. Oktober 1975  | Madrid        | Sand          | Manuel Orantes   | Jan Kodeš Ilie Năstase           | 6:7, 6:4, 7:9      |
| 12. | 9. November 1975  | Tokio         | Sand          | Manuel Orantes   | Brian Gottfried Raúl Ramírez     | 6:7, 4:6           |
| 13. | 16. Mai 1976      | Bournemouth   | Sand          | Manuel Orantes   | Wojciech Fibak Fred McNair       | 6:4, 5:7, 5:7      |
| 14. | 11. Juli 1976     | Båstad (2)    | Sand          | Wojciech Fibak   | Fred McNair Sherwood Stewart     | 3:6, 4:6           |
| 15. | 23. August 1976   | Toronto       | Sand          | Manuel Orantes   | Bob Hewitt Raúl Ramírez          | 3:6, 4:6           |
| 16. | 10. Oktober 1976  | Teheran       | Sand          | Manuel Orantes   | Wojciech Fibak Raúl Ramírez      | 5:7, 1:6           |
| 17. | 29. November 1976 | Johannesburg  | Hartplatz     | Stan Smith       | Brian Gottfried Sherwood Stewart | 6:1, 1:6, 2:6, 6:7 |